# 24-та армія (Третій Рейх)
24-та армія (нім. 24. Armee) — польова армія Німеччини, що діяла в складі Вермахту на Західному напрямку за часів Другої світової війни.

## Історія
24-та армія була сформована 17 жовтня 1944 року на базі штабу 5-го армійського корпусу (нім. V. Armeekorps) на території Тіроля в Австрії поблизу кордону з Швейцарією. У лютому — квітні 1945 року підпорядковувалася командуванню 19-ї армії (нім. 19. Armee). До квітня 1945 року підлеглих частин штаб армії не мав. У активних бойових діях практично не брала участь.
З березня 1945 року армія була перейменована на «Альпійську Фортецю» (нім. Festung Alpen). Наприкінці квітня — початку травня 1945 року частини армії брали участь в боях в Південній Німеччині.

## Райони бойових дій
- Австрія (жовтень 1944 — квітень 1945).
- Німеччина (квітень — травень 1945).

## Командування

### Командувачі
- Генерал від інфантерії Ганс Шмідт (нім. Hans Schmidt) (27 квітня — 2 травня 1945).

## Бойовий склад 24-ї армії
Формування управління, забезпечення та підтримки
- штаб армії (Stab mit Stabstruppen);

- дивізія № 405 (Division Nr. 405);
- бойова група «Фрідріхсхафен» (Kampfgruppe Friedrichshafen);
- бойова група «Боденське озеро» (Kampfgruppe Bodensee).